# 中央军委深化国防和军队改革领导小组
中央军委深化国防和军队改革领导小组（简称中央军委深改组）是中国共产党中央军事委员会关于深化国防和军队改革的最高领导机构。

## 沿革
2014年3月15日，中央军委深化国防和军队改革领导小组第一次全体会议召开。中共中央总书记、国家主席、中央军委主席、中央军委深化国防和军队改革领导小组组长习近平主持会议并讲话。会议宣布了中央军委深化国防和军队改革领导小组人员组成与机构设置，审议通过了有关工作规则以及改革重要举措分工方案，研究了近期的工作。

## 组成人员
| 2014年3月15日第一次全体会议时的组成人员是： 组长 - 习近平（中共中央总书记、国家主席、中央军委主席） 常务副组长 - 许其亮（中共中央政治局委员、中央军委副主席） 副组长 - 范长龙（中共中央政治局委员、中央军委副主席） 成员 - 房峰辉（中央军委委员、总参谋长） - 张阳（中央军委委员、总政治部主任） - 赵克石（中央军委委员、总后勤部部长） - 张又侠（中央军委委员、总装备部部长） | 2018年12月18日第四次全体会议时的组成人员是： 组长 - 习近平（中共中央总书记、国家主席、中央军委主席） 常务副组长 - 许其亮（中共中央政治局委员、中央军委副主席） 副组长 - 张又侠（中共中央政治局委员、中央军委副主席） 成员 - 李作成（中央军委委员、联合参谋部参谋长） - 苗华（中央军委委员、政治工作部主任） |

## 机构设置

### 办事机构
中央军委深化国防和军队改革领导小组的办事机构是中央军委深化国防和军队改革领导小组办公室。历任办公室主任是：

### 专项小组
在第一次全体会议上决定下设6个专项小组：
- 后勤政策制度和保障力量改革专项小组
- （其他5个不详）

6个专项小组的负责人为：
后勤政策制度和保障力量改革专项小组
- 组长：
  - 赵克石（2014年—）（中央军委委员、总后勤部部长）
- 副组长：
  - 陈勇（2014年—）（总参谋长助理）
  - 崔昌军（2014年—）（总政治部主任助理）
  - 刘铮（2014年—）（总后勤部副部长）
  - 刘国治（2014年—）（总装备部副部长）[3]

### 专家咨询组
中央军委深化国防和军队改革领导小组下设专家咨询组。
组长
- 杨志琦 退役中将（2014年—）[4][5]

副组长
- 蔡红硕 少将（2014年—）[4][6]
- 刘继贤 退役中将（2014年—）[4]

成员
- 钟志明 中将（2016年—）[4]

### 筹备工作组
中央军委深化国防和军队改革领导小组下设筹备工作组。

## 历次会议
- 第一次全体会议：2014年3月15日举行，宣布了中央军委深化国防和军队改革领导小组人员组成与机构设置，审议通过了有关工作规则以及改革重要举措分工方案，研究了近期的工作。[1]